# 慈江道
慈江道（チャガンどう）は、朝鮮民主主義人民共和国北中部に位置する行政区。歴史的には平安北道に属していたが、朝鮮民主主義人民共和国建国後の1949年に、その内陸部が慈江道として独立した。慈城郡と江界市が名前の由来。

## 地理
北西部は鴨緑江を境に中華人民共和国吉林省通化市および遼寧省、西南は平安北道、南は平安南道、東南は咸鏡南道、東北は両江道と接する。大部分が山間部であり、大陸性の気候の為、寒さが厳しい地域である。
2017年7月28日の弾道ロケット発射は、前川郡舞坪里から発射された。
軍需産業が盛んであり、2017年12月3日に朝鮮労働党の金正恩委員長が現地指導した鴨緑江タイヤ工場も道内にある。
中国との国境地帯であることから以前は密輸も盛んであったが、2025年現在は密輸への取り締まりが強化されており、栄養源を密輸品に依存している近隣住民や朝鮮人民軍兵士、国境警備隊員の食生活に深刻な悪影響を及ぼしている。

## 歴史
2025年、慈江道の中朝国境近くの鴨緑江に沿った国境哨所の国境警備隊員（20代）が、野生のハリネズミを飯盒で煮て食べたところ回虫に感染し、数日間の治療を要したという事件が発生した。密輸取締強化以後の慈江道では食料が欠乏しており、ハリネズミやトカゲなどを煮る・生食するなど貴重なタンパク源として摂取することが横行している。国境警備隊司令部は野生動物を採食することは処罰の対象であり、液剤・錠剤2種類の駆虫薬を大隊・中隊単位で服用し、軍医所が服薬管理や衛生規則を教育する旨を指示したもの、事態の根本的解決は遠いという。

## 慈江道の下位行政区画

### 市部
- 江界市 - 강계시【江界市】Kangkye-si （カンゲ=シ、慈江道人民委員会所在地）
- 満浦市 - 만포시【滿浦市】Manpho-si （マンポ=シ）
- 熙川市 - 희천시【熙川市】Hŭichŏn-si （ヒチョン=シ）

### 郡部
- 長江郡 - 장강군【長江郡】Jangkang-gun （チャンガン=グン）
- 時中郡 - 시중군【時中郡】Sijung-gun （シジュン=グン）
- 慈城郡 - 자성군【慈城郡】Jasŏng-gun （チャソン=グン）
- 中江郡 - 중강군【中江郡】Jungkang-gun （チュンガン=グン）
- 渭原郡 - 위원군【渭原郡】Wiwŏn-gun （ウィウォン=グン）
- 楚山郡 - 초산군【楚山郡】Chosan-gun （チョサン=グン）
- 雩時郡 - 우시군【雩時郡】Usi-gun （ウシ=グン）
- 古豊郡 - 고풍군【古豐郡】Kophung-gun （コプン=グン）
- 松源郡 - 송원군【松源郡】Songwŏn-gun （ソンウォン=グン）
- 城干郡 - 성간군【城干郡】Sŏngkan-gun （ソンガン=グン）
- 前川郡 - 전천군【前川郡】Jŏnchŏn-gun （チョンチョン=グン）
- 龍林郡 - 룡림군【龍林郡】Ryongrim-gun （リョンニム=グン）
- 和坪郡 - 화평군【和坪郡】Hwaphyŏng-gun （ファピョン=グン）
- 東新郡 - 동신군【東新郡】Tongsin-gun （トンシン=グン）
- 狼林郡 - 랑림군【狼林郡】Rangrim-gun （ランニム=グン）